# Robert de Trèves
Robert ou Ruotbert (mort le 19 mai 956) est archevêque de Trèves de 931 à sa mort.